# Massad Ayoob
Massad F. Ayoob (nascido em 20 de julho de 1948), é um instrutor americano de armas de fogo e autodefesa. Ensinou técnicas policiais e autodefesa civil para policiais e cidadãos desde 1974. Foi o diretor do Lethal Force Institute em Concord, New Hampshire, de 1981 a 2009, e agora opera sua própria empresa. Ayoob apareceu como testemunha especialista em vários julgamentos. Serviu como policial em tempo parcial em New Hampshire desde 1972 e se aposentou em 2017 com o posto de capitão do departamento de polícia de Grantham, New Hampshire. Em 30 de setembro de 2020, Ayoob foi nomeado presidente da "Second Amendment Foundation".